# Нечаев, Александр Евгеньевич
Александр Евгеньевич Нечаев (род. 17 июля 1989, Саратов, СССР) — российский футболист, нападающий.

## Биография
Воспитанник СДЮСШОР «Сокол» Саратов и УОР «Мастер-Сатурн» Егорьевск. В 2005—2006 годах сыграл 8 матчей за дублирующую команду раменского «Сатурна», в 2007—2008 годах провёл 49 матчей, забил 9 мячей во втором дивизионе за «Сокол-Саратов». В 2009 году играл за финский ЯБК Якобстад, забил 13 мячей. В сезоне-2010 во втором дивизионе в составе ФК «Губкин» сыграл 25 матчей, забил три гола. В 2011 гуду играл за молдавскую «Дачию» Кишинёв, ставшую в сезоне 2010/11 чемпионом страны — 24 игры, 4 гола. Далее играл за клубы первенства ПФЛ «Звезда» Рязань (2012), «Губкин» (2012—2013), «Рязань» (2014), «СКЧФ Севастополь» (2014), «Зенит» Пенза (2015).